# Ptychadena longirostris
Ptychadena longirostris és una espècie de granota que viu a Costa d'Ivori, Ghana, Guinea, Libèria, Nigèria, Sierra Leona i, possiblement també, a Benín, Senegal i Togo.
Està amenaçada d'extinció per la pèrdua del seu hàbitat natural.